# Chargers de Los Angeles
Pour les articles homonymes, voir Chargers.
Stade
Maillots
Champion AFL 1963
Saison en cours
Les Chargers de Los Angeles sont une franchise professionnelle de football américain de National Football League (NFL). Elle est membre de la Division Ouest (West Division) de l'American Football Conference (AFC).

## Histoire
La franchise est créée à Los Angeles le 14 août 1959 et joue son premier match officiel le 10 septembre 1960 comme membre fondateur de l'American Football League (AFL) sous le nom des Chargers de Los Angeles (Los Angeles Chargers).
Elle est relocalisée à San Diego en Californie où elle joue de 1961 à 2017 sous le nom des Chargers de San Diego (San Diego Chargers). Elle joue au sein de l'AFL jusqu'à la fusion en 1970 des deux ligues (AFL et NFL). Elle intègre alors, au sein de la NFL, l'American Football Conference (AFC), en opposition à la National Football Conference (NFC).
Le 12 janvier 2017 (après la fin de la saison 2016), le propriétaire des Chargers, Dean Spanos, annonce officiellement que l'équipe retourne à Los Angeles pour la saison 2017 et que la franchise y reprendra sa dénomination initiale. L'équipe joue au StubHub Center en attendant l'inauguration en 2020 de son nouveau stade, le SoFi Stadium situé à Hollywood Park, soit terminé. Ce stade sera partagé avec les Rams de Los Angeles.
Le premier match à domicile des Chargers à San Diego se déroule le 17 septembre 1961 au Balboa Stadium contre les Raiders d'Oakland et leur dernier match à domicile se joue le 1er janvier 2017 au Qualcomm Stadium (actuellement SDCCU Stadium) contre les Chiefs de Kansas City (défaite 13 à 30).

## Palmarès
- Champion de Conférence AFC (1) : 1994 ;
- Champion de division (15)
  - AFL (5) : 1960, 1961, 1963, 1964 et 1965 ;
  - AFC West (10) : 1979, 1980, 1981, 1992, 1994, 2004, 2006, 2007, 2008 et 2009.

L'équipe des Chargers de San Diego est la seule équipe à avoir atteint les séries éliminatoires après avoir débuté la saison par quatre défaites (saison 1992) et la seule équipe à avoir atteint les séries éliminatoires avec un bilan provisoire de 4 victoires pour 8 défaites (saison 2008).
Alors qu'ils évoluaient en ligue AFL (jusqu'en 1969), les Chargers ont :
- gagné un titre AFL : en 1963 ;
- atteint à cinq reprises les séries éliminatoires ;
- atteint à quatre reprises la finale AFL.

En NFL, jusqu'à présent, les Chargers ont :
- atteint à 10 reprises les séries éliminatoires ;
- atteint à 4 reprises la finale de la conférence AFC ;
- perdu le Super Bowl XXIX 26 à 49 des œuvres des San Francisco 49ers (saison 1994 de la NFL).

Les Chargers ont six joueurs et un entraîneur inscrits au Pro Football Hall of Fame :
- le wide receiver Lance Alworth (1962-1970) ;
- le defensive end Fred Dean (1975-1981) ;
- le quarterback Dan Fouts (1973-1987) ;
- le wide receiver Charlie Joiner (1976-1986) ;
- l'offensive lineman Ron Mix (1960–1969) ;
- le tight end Kellen Winslow (1979-1987) ;
- l'entraîneur et directeur général Sid Gillman (1960-1969, 1971).

## Identité de la franchise

### Logo

Évolution du logo
1960
1961 – 1973
1988 – 2006
2007 – 2019
Depuis 2020

### Bannière

Évolution de la bannière
2017 – 2019
Depuis 2020

## Personnalités de la franchise

### Joueurs

#### Numéros retirés
| N° | Joueur              | Position | Carrière  |
| 14 | Dan Fouts           | QB       | 1973–1987 |
| 19 | Lance Alworth       | WR       | 1962–1970 |
| 21 | LaDainian Tomlinson | RB       | 2001–2009 |
| 55 | Junior Seau         | LB       | 1990–2002 |

#### Membres du Pro Football Hall of Fame
| N° | Joueur              | Position             | Carrière  | Date |
| 19 | Lance Alworth       | WR                   | 1962–1970 | 1978 |
| 74 | Ron Mix (en)        | OT                   | 1960–1969 | 1979 |
| 19 | Johnny Unitas       | QB                   | 1973      | 1979 |
| 75 | Deacon Jones        | DE                   | 1972–1973 | 1980 |
| —  | Sid Gillman (en)    | Entraîneur principal | 1960–1971 | 1983 |
| 89 | John Mackey         | TE                   | 1972      | 1992 |
| 14 | Dan Fouts           | QB                   | 1973–1987 | 1993 |
| 72 | Larry Little        | OG                   | 1967–1968 | 1993 |
| 80 | Kellen Winslow      | TE                   | 1979–1987 | 1995 |
| 18 | Charlie Joiner (en) | WR                   | 1976–1986 | 1996 |
| 71 | Fred Dean           | DE                   | 1975–1981 | 2008 |
| 55 | Junior Seau         | LB                   | 1990–2002 | 2015 |
| 21 | LaDainian Tomlinson | RB                   | 2001–2009 | 2017 |
| 85 | Antonio Gates       | TE                   | 2003–2018 | 2025 |

### Entraîneurs
| Saisons   | Entraîneurs               |
| --------- | ------------------------- |
| 1960-1969 | Sid Gillman               |
| 1969-1970 | Charlie Waller            |
| 1971-1973 | Harland Svare             |
| 1973-1974 | Ron Waller                |
| 1974-1978 | Tommy Prothro             |
| 1978-1986 | Don Coryell               |
| 1986-1988 | Al Saunders               |
| 1989-1991 | Dan Henning               |
| 1992-1996 | Bobby Ross                |
| 1997-1998 | Kevin Gilbride            |
| 1998-1999 | June Jones                |
| 1999-2001 | Mike Riley (en)           |
| 2002-2006 | Marty Schottenheimer      |
| 2007-2012 | Norv Turner               |
| 2013-2016 | Mike McCoy                |
| 2017-2020 | Anthony Lynn              |
| 2021-2023 | Brandon Staley (en)       |
| 2023      | Giff Smith (en) (intérim) |
| 2024-..   | Jim Harbaugh              |

## Bilan saison par saison
| Saison                                            | Ligue              | Conférence         | Division           | Saison régulière                                | Saison régulière                                | Saison régulière                                | Saison régulière                                | Séries éliminatoires |
| ------------------------------------------------- | ------------------ | ------------------ | ------------------ | ----------------------------------------------- | ----------------------------------------------- | ----------------------------------------------- | ----------------------------------------------- | --- |
| Saison                                            | Ligue              | Conférence         | Division           | Classement                                      | G                                               | P                                               | N                                               | Séries éliminatoires |
|                                                   |                    |                    |                    |                                                 |                                                 |                                                 |                                                 | |
| Chargers de Los Angeles                           |                    |                    |                    |                                                 |                                                 |                                                 |                                                 | |
| 1960                                              | AFL                |                    | West               | 1er                                             | 10                                              | 4                                               | 0                                               | Défaite en finale AFL (Oilers de Houston) 24-16 |
|                                                   |                    |                    |                    |                                                 |                                                 |                                                 |                                                 | |
| Chargers de San Diego                             |                    |                    |                    |                                                 |                                                 |                                                 |                                                 | |
| 1961                                              | AFL                |                    | West               | 1er                                             | 12                                              | 2                                               | 0                                               | Défaite en finale AFL (Oilers de Houston) 10-3 |
| 1962                                              | AFL                |                    | West               | 3e                                              | 4                                               | 10                                              | 0                                               | -- |
| 1963                                              | AFL                |                    | West               | 1er                                             | 11                                              | 3                                               | 0                                               | Victoire en finale AFL (Patriots de Boston) 51-10 |
| 1964                                              | AFL                |                    | West               | 1er                                             | 8                                               | 5                                               | 1                                               | Défaite en finale AFL (Bills de Buffalo) 20-7 |
| 1965                                              | AFL                |                    | West               | 1er                                             | 9                                               | 2                                               | 3                                               | Défaite en finale AFL (Bills de Buffalo) 23-0 |
| 1966                                              | AFL                |                    | West               | 3e                                              | 7                                               | 6                                               | 1                                               | -- |
| 1967                                              | AFL                |                    | West               | 3e                                              | 8                                               | 5                                               | 1                                               | -- |
| 1968                                              | AFL                |                    | West               | 3e                                              | 9                                               | 5                                               | 0                                               | -- |
| 1969                                              | AFL                |                    | West               | 3e                                              | 8                                               | 6                                               | 0                                               | -- |
| Incorporation à la National Football League (NFL) |                    |                    |                    |                                                 |                                                 |                                                 |                                                 | |
| 1970                                              | NFL                | AFC                | West               | 3e                                              | 5                                               | 6                                               | 3                                               | -- |
| 1971                                              | NFL                | AFC                | West               | 3e                                              | 6                                               | 8                                               | 0                                               | -- |
| 1972                                              | NFL                | AFC                | West               | 4e                                              | 4                                               | 9                                               | 1                                               | -- |
| 1973                                              | NFL                | AFC                | West               | 4e                                              | 2                                               | 11                                              | 1                                               | -- |
| 1974                                              | NFL                | AFC                | West               | 4e                                              | 5                                               | 9                                               | 0                                               | -- |
| 1975                                              | NFL                | AFC                | West               | 4e                                              | 2                                               | 12                                              | 0                                               | -- |
| 1976                                              | NFL                | AFC                | West               | 3e                                              | 6                                               | 8                                               | 0                                               | -- |
| 1977                                              | NFL                | AFC                | West               | 3e                                              | 7                                               | 7                                               | 0                                               | -- |
| 1978                                              | NFL                | AFC                | West               | 3e                                              | 9                                               | 7                                               | 0                                               | -- |
| 1979                                              | NFL                | AFC                | West               | 1er                                             | 12                                              | 4                                               | 0                                               | Défaite en tour de division (Oilers de Houston) 17-14 |
| 1980                                              | NFL                | AFC                | West               | 1er                                             | 11                                              | 5                                               | 0                                               | Victoire en tour de division (Bills de Buffalo) 20-14 Défaite en finale de conférence (Raiders d'Oakland) 34-27                                                                               |
| 1981                                              | NFL                | AFC                | West               | 1er                                             | 10                                              | 6                                               | 0                                               | Victoire en tour de division ((Dolphins de Miami) 41-38 a. p. Défaite en finale de conférence (Bengals de Cincinnati) 27-7                                                                    |
| 1982                                              | NFL                | AFC                | —                  | 6e                                              | 6                                               | 3                                               | 0                                               | Victoire au premier tour de la série éliminatoire (Steelers de Pittsburgh) 31-28 Défaite au deuxième tour (Dolphins de Miami) 34-13                                                           |
| 1983                                              | NFL                | AFC                | West               | 4e                                              | 6                                               | 10                                              | 0                                               | -- |
| 1984                                              | NFL                | AFC                | West               | 5e                                              | 7                                               | 9                                               | 0                                               | -- |
| 1985                                              | NFL                | AFC                | West               | 4e                                              | 8                                               | 8                                               | 0                                               | -- |
| 1986                                              | NFL                | AFC                | West               | 5e                                              | 4                                               | 12                                              | 0                                               | -- |
| 1987                                              | NFL                | AFC                | West               | 3e                                              | 8                                               | 7                                               | 0                                               | -- |
| 1988                                              | NFL                | AFC                | West               | 4e                                              | 6                                               | 10                                              | 0                                               | -- |
| 1989                                              | NFL                | AFC                | West               | 5e                                              | 6                                               | 10                                              | 0                                               | -- |
| 1990                                              | NFL                | AFC                | West               | 4e                                              | 6                                               | 10                                              | 0                                               | -- |
| 1991                                              | NFL                | AFC                | West               | 5e                                              | 4                                               | 12                                              | 0                                               | -- |
| 1992                                              | NFL                | AFC                | West               | 1er                                             | 11                                              | 5                                               | 0                                               | Victoire en tour de wild card (Chiefs de Kansas City) 17-0 Défaite en playoffs de division (Dolphins de Miami) 31-0                                                                           |
| 1993                                              | NFL                | AFC                | West               | 4e                                              | 8                                               | 8                                               | 0                                               | -- |
| 1994                                              | NFL                | AFC                | West               | 1er                                             | 11                                              | 5                                               | 0                                               | Victoire en tour de division (Dolphins de Miami) 22-21 Victoire en finale de conférence (Steelers de Pittsburgh) 17-13 Défaite au Super Bowl XXIX (49ers de San Francisco) 49-26              |
| 1995                                              | NFL                | AFC                | West               | 2e                                              | 9                                               | 7                                               | 0                                               | Défaite en tour de wild card (Colts d'Indianapolis) 35-20 |
| 1996                                              | NFL                | AFC                | West               | 3e                                              | 8                                               | 8                                               | 0                                               | -- |
| 1997                                              | NFL                | AFC                | West               | 5e                                              | 4                                               | 12                                              | 0                                               | -- |
| 1998                                              | NFL                | AFC                | West               | 5e                                              | 5                                               | 11                                              | 0                                               | -- |
| 1999                                              | NFL                | AFC                | West               | 3e                                              | 8                                               | 8                                               | 0                                               | -- |
| 2000                                              | NFL                | AFC                | West               | 5e                                              | 1                                               | 15                                              | 0                                               | -- |
| 2001                                              | NFL                | AFC                | West               | 5e                                              | 5                                               | 11                                              | 0                                               | -- |
| 2002                                              | NFL                | AFC                | West               | 3e                                              | 8                                               | 8                                               | 0                                               | -- |
| 2003                                              | NFL                | AFC                | West               | 4e                                              | 4                                               | 12                                              | 0                                               | -- |
| 2004                                              | NFL                | AFC                | West               | 1er                                             | 12                                              | 4                                               | 0                                               | Défaite en tour de wild card (Jets de New York) 20-17 a. p. |
| 2005                                              | NFL                | AFC                | West               | 3e                                              | 9                                               | 7                                               | 0                                               | -- |
| 2006                                              | NFL                | AFC                | West               | 1er                                             | 14                                              | 2                                               | 0                                               | Défaite en tour de division (Patriots de la Nouvelle-Angleterre) 24-21 |
| 2007                                              | NFL                | AFC                | West               | 1er                                             | 11                                              | 5                                               | 0                                               | Victoire en tour de wild card (Titans du Tennessee) 17-6 Victoire en tour de division (Colts d'Indianapolis) 28-24 Défaite en finale de conférence (Patriots de la Nouvelle-Angleterre) 21-12 |
| 2008                                              | NFL                | AFC                | West               | 1er                                             | 8                                               | 8                                               | 0                                               | Victoire en tour de wild card (Colts d'Indianapolis) 23-17 Défaite en playoffs de division (Steelers de Pittsburgh) 35-24                                                                     |
| 2009                                              | NFL                | AFC                | West               | 1er                                             | 13                                              | 3                                               | 0                                               | Défaite en tour de division (Jets de New York) 17-14 |
| 2010                                              | NFL                | AFC                | West               | 2e                                              | 9                                               | 7                                               | 0                                               | -- |
| 2011                                              | NFL                | AFC                | West               | 2e                                              | 8                                               | 8                                               | 0                                               | -- |
| 2012                                              | NFL                | AFC                | West               | 2e                                              | 7                                               | 9                                               | 0                                               | -- |
| 2013                                              | NFL                | AFC                | West               | 3e                                              | 9                                               | 7                                               | 0                                               | Victoire en tour de wild card (Bengals de Cincinnati) 27-10 Défaite en tour de division (Broncos de Denver) 24-17                                                                             |
| 2014                                              | NFL                | AFC                | West               | 3e                                              | 9                                               | 7                                               | 0                                               | -- |
| 2015                                              | NFL                | AFC                | West               | 4e                                              | 4                                               | 12                                              | 0                                               | -- |
| 2016                                              | NFL                | AFC                | West               | 4e                                              | 5                                               | 11                                              | 0                                               | -- |
| Chargers de Los Angeles                           |                    |                    |                    |                                                 |                                                 |                                                 |                                                 | |
| 2017                                              | NFL                | AFC                | West               | 2e                                              | 9                                               | 7                                               | 0                                               | -- |
| 2018                                              | NFL                | AFC                | West               | 2e                                              | 12                                              | 4                                               | 0                                               | Défaite en tour de division 41–28 (Patriots de la Nouvelle-Angleterre) |
| 2019                                              | NFL                | AFC                | West               | 4e                                              | 5                                               | 11                                              | 0                                               | -- |
| 2020                                              | NFL                | AFC                | West               | 3e                                              | 7                                               | 9                                               | 0                                               | -- |
| 2021                                              | NFL                | AFC                | West               | 3e                                              | 9                                               | 8                                               | 0                                               | -- |
| 2022                                              | NFL                | AFC                | West               | 2e                                              | 10                                              | 7                                               | 0                                               | Défaite en tour de wild card 30-31 (Jaguars de Jacksonville) |
| 2023                                              | NFL                | AFC                | West               | 4e                                              | 5                                               | 12                                              | 0                                               | -- |
| 2024                                              | NFL                | AFC                | West               | 2e                                              | 11                                              | 6                                               | 0                                               | Défaite en tour de wild card 12-32 (Texans de Hoston) |
| 2025                                              | NFL                | AFC                | West               | Ne rien modifier avant la fin de la saison 2025 | Ne rien modifier avant la fin de la saison 2025 | Ne rien modifier avant la fin de la saison 2025 | Ne rien modifier avant la fin de la saison 2025 | Ne rien modifier avant la fin de la saison 2025 |
| Total (1960-2024),                                | Total (1960-2024), | Total (1960-2024), | Total (1960-2024), |                                                 | 494                                             | 495                                             | 11                                              | Saison régulière (15 titres de division, 1 titre de conférence) |
| Total (1960-2024),                                | Total (1960-2024), | Total (1960-2024), | Total (1960-2024), |                                                 | 012                                             | 020                                             | —                                               | Séries éliminatoires |
| Total (1960-2024),                                | Total (1960-2024), | Total (1960-2024), | Total (1960-2024), |                                                 | 506                                             | 505                                             | 11                                              | Saison régulière et séries éliminatoires (1 titre AFL avant 1966, 0 Super Bowl) |